# Griekenland op de Olympische Winterspelen 2002
Tijdens de Olympische Winterspelen van 2002, die in Salt Lake City (Verenigde Staten) werden gehouden, nam Griekenland voor de vijftiende keer deel.

## Deelnemers en resultaten
(m) = mannen, (v) = vrouwen 

### Alpineskiën
| Olympiër             | Discipline       | Resultaat | Prestatie                          |
| -------------------- | ---------------- | --------- | ---------------------------------- |
| Vasilios Dimitriadis | super g (m)      | dnf       | opgave                             |
| Vasilios Dimitriadis | reuzenslalom (m) | 43e       | 2.36,15 (+12,87) — 1.19,30+1.16,85 |
| Vasilios Dimitriadis | slalom (m)       | dq-2      | diskwalificatie run 2 — 55,24+dq   |
| Konstantina Koutra   | slalom (v)       | 37e       | 2.18,60 (+32,50) — 1.09,19+1.09,41 |

### Biatlon
| Olympiër               | Discipline        | Resultaat | Prestatie                                    |
| ---------------------- | ----------------- | --------- | -------------------------------------------- |
| Stavros Khristoforidis | 10 km sprint (m)  | 85e       | 31.51,4 (+7.00,1) pen.: 2 (1 + 1)            |
| Stavros Khristoforidis | 20 km (m)         | 85e       | 1:08.09,5 (+17.06,2) pen.: 5 (2 + 1 + 0 + 2) |
| Despoina Vavatsi       | 7,5 km sprint (v) | 70e       | 27.11,3 (+6.29,9) pen.: 2 (0 + 2)            |
| Despoina Vavatsi       | 15 km (v)         | 68e       | 1:04.39,4 (+17.10,3) pen.: 7 (0 + 2 + 1 + 4) |

### Bobsleeën
| Olympiër                                | Discipline                  | Resultaat | Prestatie                                       |
| --------------------------------------- | --------------------------- | --------- | ----------------------------------------------- |
| John-Andrew Kambanis Ioannis Leivaditis | 2-mansbob (m) Griekenland I | 31e       | 3.16,66 (+6,55) (49,03 / 49,06 / 49,60 / 48,97) |

### Langlaufen
| Olympiër         | Discipline                    | Resultaat | Prestatie                                                       |
| ---------------- | ----------------------------- | --------- | --------------------------------------------------------------- |
| Lefteris Fafalis | sprint (m)                    | 40e       | dnq, kwal.:3.01,98 (+11,91)                                     |
| Lefteris Fafalis | 15 km klassiek (m)            | 65e       | 46.17,9 (+9.10,5)                                               |
| Lefteris Fafalis | achtervolging 10 km+10 km (m) | 68e       | niet geplaatst vrije stijl (klassiek:31.11,7 + vrije stijl:dnq) |
| Katerina Balkaba | sprint (v)                    | 57e       | dnq, kwal.:4.06,99 (+54,23)                                     |
| Katerina Balkaba | achtervolging 5 km+5 km (v)   | 71e       | niet geplaatst vrije stijl (klassiek:18.48,9 + vrije stijl:dnq) |

### Skeleton
| Olympiër          | Discipline | Resultaat | Prestatie                     |
| ----------------- | ---------- | --------- | ----------------------------- |
| Michael Voudouris | mannen     | 23e       | 1.48,44 (+6,48) — 54,11+54,33 |
| Cindy Ninos       | vrouwen    | 13e       | 1.49,28 (+4,17) — 54,54+54,74 |

Amerikaanse Maagdeneilanden · Andorra · Argentinië · Armenië · Australië · Azerbeidzjan · België · Bermuda · Bosnië en Herzegovina · Brazilië · Bulgarije · Canada · Chili · China · Chinees Taipei · Costa Rica · Cyprus · Denemarken · Duitsland · Estland · Fiji · Finland · Frankrijk · Georgië · Griekenland · Groot-Brittannië · Hongarije · Hongkong · Ierland · IJsland · India · Iran · Israël · Italië · Jamaica · Japan · Joegoslavië · Kameroen · Kazachstan · Kenia · Kirgizië · Kroatië · Letland · Libanon · Liechtenstein · Litouwen · Macedonië · Mexico · Moldavië · Monaco · Mongolië · Nederland · Nepal · Nieuw-Zeeland · Noorwegen · Oekraïne · Oezbekistan · Oostenrijk · Polen · Roemenië · Rusland · San Marino · Slovenië · Slowakije · Spanje · Tadzjikistan · Thailand · Trinidad en Tobago · Tsjechië · Turkije · Venezuela · Verenigde Staten · Wit-Rusland · Zuid-Afrika · Zuid-Korea · Zweden · Zwitserland

Uitgesloten van deelname: Puerto Rico